# Hedwig von Polen (1368–1407)
Hedwig (polnisch Jadwiga; * 1368; † 1407) war eine polnische Prinzessin. Sie entstammte dem Adelsgeschlecht der kujawischen und Schlesischen Piasten.

## Leben
Hedwig war die jüngste Tochter des Königs Kasimir des Großen von Polen († 1370) und dessen vierter Ehefrau Hedwig von Sagan. Nach dem Tod ihres Vaters ging sie an den ungarischen Königshof, wo ihre Tante Elisabeth von Polen, die Mutter des neuen ungarisch-polnischen Königs Ludwig I. verweilte. Sie heiratete nicht und starb kinderlos.